# Pat Bonner
Patrick Joseph Bonner (24 de mayo de 1960) es un exfutbolista irlandés que militó en el Celtic de Glasgow; fue, también, internacional por la selección irlandesa.

## Biografía
Packie Bonner ingresó con 15 años en las filas del Keadue Rovers F. C., club amateur de su localidad natal que milita en la Ulster Senior League irlandesa.
La carrera futbolística de Bonner, está muy estrechamente ligada al Celtic de Glasgow, y es que repasar la historia deportiva de Packie, es repasar la historia del equipo católico de Glasgow, desde 1978 hasta 1995, los años que permaneció Packie, en el histórico club escocés. En 1978, el legendario técnico Jock Stein fichó a Packie, que por aquel entonces, militaba en las categorías inferiores del Leicester City, con el que logró la FA Cup juvenil.
Debutó con el Celtic un 17 de marzo de 1981, en la victoria 2-1 sobre el Motherwell. Durante su estancia en el Celtic, se convirtió en titular indiscutible, logrando 5 Campeonatos de Liga, 5 Copas de Escocia, 1 Copa de la Liga y disputando 642 partidos oficiales con el equipo católico.
La temporada 1987/88 fue especialmente buena, ya que dejó una cifra récord para la historia del fútbol británico, al encajar tan sólo 23 tantos, en 44 partidos de Liga. Además, ese año hizo doblete al ganar la Liga y la Copa escocesa.
En 1981 debutó con la selección irlandesa, y jugó su último partido con la camiseta verde en 1996.
El primer éxito de los hombres de Charlton, fue clasificar a los irlandeses para la Eurocopa de 1988. Irlanda logró realizar un gran papel, venciendo a Inglaterra, con un gol del gran Ray Houghton. En el siguiente partido, los irlandeses consiguieron empatar con la URSS, pero cayeron ante los Países Bajos (que posteriormente fue el campeón), donde jugaban los notables Ruud Gullit, Marco van Basten, Frank Rijkaard y Ronald Koeman.
En aquella Eurocopa de 1988, dejaron una impecable imagen y llegaron a Dublín como héroes, siendo recibidos por más de 200.000 personas. Nombres como Packie Bonner, Paul McGrath, Andy Townsend, Ray Houghton, Steve Staunton, John Aldridge, Niall Quinn o Tony Cascarino, formaban un joven grupo de jugadores, que serían columna vertebral de la selección irlandesa, hasta el Mundial de 1994.
En el Mundial de Italia '90, arrancaron la fase de grupos con un esperanzador empate 1-1 frente a los favoritos ingleses. Anotó Gary Lineker para los de la rubia albion y empató Sheedy para los verdes, Bonner estuvo seguro y confiable atajando y despejando el peligro. En el segundo encuentro, empataron 0-0 frente a Egipto, con un Bonner seguro y mandando su defensa. Luego se enfrentaron ante los tulipanes holandeses y empataron 1-1 ante "La Naranja Mecánica" que contaba con los grandes jugadores citados anteriormente. Primero anotó Gullit y empató heroicamente Niall Quinn, después de un potente saque de Bonner al corazón del área holandesa, que luego de un rebote y mal rechazo de los defensas holandeses, capitalizó Quinn para convertirse en el héroe del partido y clasificar a Irlanda. Los irlandeses fueron segundos del grupo detrás de Inglaterra, empatando en todo con los holandeses y decidiéndose el 2.º lugar por sorteo.
Inolvidable fue el partido de octavos, donde Packie Bonner paró el penalti decisivo al rumano Daniel Timofte e Irlanda venció a la Rumanía de Hagi en los penaltis (5-4), tras un duro 0-0 durante todo el partido y la prórroga. Finalmente en cuartos cayeron ante Italia, país anfitriona del torneo, en un ajustado 1-0 que decidió Salvatore Schillaci ante gran actuación de Bonner, pero que tuvo un poco de culpa en el gol italiano, primero paro el fuerte remate de Donadoni de fuera del área, pero quedó desestabilizado y se cayó, el rebote fue a los pies del Toto Schilaci, que aprovechó para rematar a placer ante la portería desguarnecida y anotar el único tanto del encuentro, acabando con el sueño irlandés, en pleno partido jugado en el Estadio Olímpico de Roma. Cabe destacar que Irlanda, llegó a octavos sin ganar un solo partido, con 4 empates y una derrota. Fueron recibidos como héroes en su patria, tras un inolvidable primer mundial.
Cuatro años más tarde, en el Mundial de USA '94, la selección irlandesa logró cuajar otro buen papel. El equipo de Jack Charlton, consiguió derrotar a Italia 1-0 en el Giants Stadium de Nueva York, tras un increíble tanto marcado por Ray Houghton ese día Bonner atajo varias pelotas de gol al genial Roberto Baggio y compañía. Finalmente Irlanda vengó la derrota de 4 años antes, ante el mismo rival. Luego empató 0-0 con Noruega y cayó 2-1 frente a México. El grupo E de aquel Mundial fue tremendamente competitivo y emocionante resultando todos los equipos (México, Irlanda, Italia y Noruega) con 4 puntos e igual diferencia de goles, definiéndose por mayor cantidad de goles a favor, donde Irlanda salió favorecido logrando el segundo lugar, detrás del los mexicanos. La aventura de Irlanda en tierras estadounidenses, llegó hasta octavos de final, donde se encontró como 4 años antes nuevamente ante Holanda, pero esta vez la historia no tuvo un final feliz y cayo por 2-0. Lamentablemente Packie Bonner, no cuajó un buen partido ante la selección orange, cometiendo un grave error en el segundo gol de Holanda, obra de Wim Jonk.
En la temporada 1991/92 y coincidiendo con la irrupción de Gordon Marshall, perdió la titularidad. Bonner tuvo su última aparición con la camiseta del Celtic en la final de Copa de Escocia disputada en 1995, cerrando así su vinculación al conjunto de Glasgow durante casi 17 años. Sus 483 partidos de Liga disputados constituyen todo un récord para la entidad escocesa.
Tras su paso por el Celtic se marchó al Kilmarnock escocés, en el que jugó tres temporadas, para luego cerrar su carrera deportiva en las filas del Reading inglés en 1999.
En febrero de 2003 fue nombrado Director Técnico entrenador de porteros de la Football Association of Ireland, bajo la supervisión de Brian Kerr.
Ejerce también como comentarista de partidos de fútbol en la televisión TV3 Ireland.

## Clubes
| Club               | País                 | Año       |
| ------------------ | -------------------- | --------- |
| Keadue Rovers F.C. | República de Irlanda | 1975      |
| Leicester City     | Inglaterra           | 1975-1978 |
| Celtic Glasgow     | Escocia              | 1978-1995 |
| Kilmarnock         | Escocia              | 1995-1998 |
| Reading            | Inglaterra           | 1998-1999 |